# Namco
Namco Ltd. (株式会社ナムコ Kabushiki Kaisha Namuko) er et japansk firma, der tidligere udviklede og udgav computerspil, hvilket de er mest kendt for. Efter at være blevet slået sammen med Bandai i september 2005, blev de to firmaers spiludvikling flyttet til Namco Bandai Games den 31. marts 2006 . Namco Ltd. blev genetableret for at fortsætte den indenlandske drift af videospil-arkader og forlystelsesparker. Firmaets hovedkvarter ligger i Ōta, Tokyo.
Namco var en af de førende selskaber gennem videospil arkadernes gyldne periode. Pac-Man, deres bedst kendte titel, blev det bedst sælgende arkadespil nogensinde og populært verden over.
De har også produceret Galaga og Time Crisis, samt serien Soul som inkluderer Soul Edge/Blade, Soulcalibur, Soulcalibur II, Soulcalibur III, Soulcalibur IV, Soulcalibur V og Soulcalibur VI.